# Hoko (Rapa Nui)
Hoko es un término usado para definir la danza de guerra tribal Rapa Nui. Sin embargo, se suele utilizar como danza de bienvenida y es signo de hospitalidad, pero también como un método de intimidación antes de actividades deportivas. Al igual que la famosa danza haka, realizada antes de cada partido por la selección de rugby de Nueva Zelanda, el Hoko es parte de las manifestaciones propias de la Polinesia.

## Hoko en el deporte
Actualmente el hoko se suele ver escenificada instantes antes del inicio cada partido de la selección de rugby y de la selección de fútbol de Isla de Pascua.

## Danzas tribales de otras islas polinesias
Otras selecciones polinesias cuentan con danzas similares:
- Selección de rugby de Nueva Zelanda: Haka y también hay bailes destacados como el ula ula y el tamure
- Selección de rugby de Tonga: Sipi Tau[5]
- Selección de rugby de Samoa: Siva Tau[6]
- Selección de rugby de Fiyi: Cibi[7]